# Arthrolips bosnicus
Arthrolips bosnicus là một loài bọ cánh cứng trong họ Corylophidae. Loài này được Obenberger miêu tả khoa học đầu tiên năm 1917.